# Volkswagen Passat B1

## Passat B1 (1973-1980)
La primera generación del Passat (código de fabricación para el liftback y el familiar: Tipo 32 y Tipo 33) deriva del Audi 80 de primera generación. Compartía sus motores longitudinales de cuatro cilindros en línea. Sus dos carrocerías son una liftback de tres y cinco puertas (código de fabricación: Tipo 32) y una familiar de cinco puertas (Tipo 33), que se pusieron a la venta en mayo de 1973 y enero de 1974 respectivamente. La tapa del maletero del liftback pasó a incorporar la luneta trasera en enero de 1975. El Passat I se dejó de fabricar en Europa en 1980, y en Brasil en 1988.
Los motores de gasolina eran un 1.3 litros de 55 CV, un 1.5 litros de 75 u 85 CV, y un 1.6 litros de 75, 85 o 110 CV. El 1.6 litros de 110 CV poseía inyección de combustible mecánica, y el resto carburador. El único Diésel eran un 1.5 litros atmosférico de 50 CV. Las cajas de cambios disponibles eran una manual de cuatro marchas y una automática de tres marchas.
|  |  |  |  |  |

### Motorizaciones
| Periodo                        | 1973-1978             | 1978-1980             | 1973-1975                                        | 1973-1975                                        | 1975-1980                                        | 1975-1980                                        | 1979-1980                              | 1978-1980             |            |            |            |            |
| Identificación del motor       | ZA                    | FY                    | ZB                                               | ZC                                               | YN                                               | YP                                               | YS                                     | CK                    |            |            |            |            |
| Tipo de motor                  | L4 8v, carburación    | L4 8v, carburación    | L4 8v, carburación                               | L4 8v, carburación                               | L4 8v, carburación                               | L4 8v, carburación                               | L4 8v, inyección multipunto K-Jetronic | L4 8v, diesel         |            |            |            |            |
| Diámetro x carrera             | 75.0 mm x 73.4 mm     | 75.0 mm x 72.0 mm     | 76.5 mm x 80.0 mm                                | 76.5 mm x 80.0 mm                                | 79.5 mm x 80.0 mm                                | 79.5 mm x 80.0 mm                                | 79.5 mm x 80.0 mm                      | 76.5 mm x 80.0 mm     |            |            |            |            |
| Cilindrada                     | 1297 cm³              | 1272 cm³              | 1477 cm³                                         | 1477 cm³                                         | 1588 cm³                                         | 1588 cm³                                         | 1588 cm³                               | 1471 cm³              |            |            |            |            |
| Potencia máxima: CV (kW) @ rpm | 55 CV (40 kW) @ 5500  | 55 CV (40 kW) @ 5800  | 75 CV (55 kW) @ 5800                             | 85 CV (63 kW) @ 5800                             | 75 CV (55 kW) @ 5600                             | 85 CV (63 kW) @ 5600                             | 110 CV (81 kW) @ 6100                  | 50 CV (37 kW) @ 5000  |            |            |            |            |
| Par máximo: Nm @ rpm           | 92 Nm @ 2500          | 90 Nm @ 3400          | 112-114 Nm @ 3300                                | 121 Nm @ 4000                                    | 119 Nm @ 3200                                    | 124 Nm @ 3200                                    | 137 Nm @ 5000                          | 80 Nm @ 3000          |            |            |            |            |
| Tracción                       | Delantera             | Delantera             | Delantera                                        | Delantera                                        | Delantera                                        | Delantera                                        | Delantera                              | Delantera             | Delantera  | Delantera  | Delantera  | Delantera  |
| Transmisión                    | Manual, 4 velocidades | Manual, 4 velocidades | Manual 4 velocidades / Automática, 3 velocidades | Manual 4 velocidades / Automática, 3 velocidades | Manual 4 velocidades / Automática, 3 velocidades | Manual 4 velocidades / Automática, 3 velocidades | Manual, 4 velocidades                  | Manual, 4 velocidades |            |            |            |            |
| Peso                           | 880-995 kg            | 880-995 kg            | 880-995 kg                                       | 880-995 kg                                       | 880-995 kg                                       | 880-995 kg                                       | 880-995 kg                             | 880-995 kg            | 880-995 kg | 880-995 kg | 880-995 kg | 880-995 kg |
| Aceleración (0-100 Km/h)       | 16-17 s               | 16-17 s               | 13.5-16 s                                        | 12-15 s                                          | 13.5-16                                          | 12-14.5                                          | 10.5-11.5                              | 20.5-21.5             |            |            |            |            |
| Velocidad máxima               | 145 Km/h              | 150 Km/h              | 155-160 Km/h                                     | 163-168 Km/h                                     | 156-160 Km/h                                     | 165-173 Km/h                                     | 185 Km/h                               | 141 Km/h              |            |            |            |            |
| Consumo combinado (L/100 km)   | 10.5                  | 10.5                  | 10.5-11.5                                        | 10.0-11.0                                        | 10.5-11.0                                        | 10.5-11.0                                        | 11.5                                   | 7.5                   |            |            |            |            |